# いろは (アイドル)
いろは（1989年5月2日 - ）は、日本のグラビアアイドル。アイドル育成サイト「デジドルエッグ」13期生。活動当時はハーツに所属していた。
趣味は音楽鑑賞。特技はピアノ、クラシックバレエ。

## 作品

### イメージビデオ
- PEACH 桃色聖春女学園（2005年5月20日）
- いろは 女子高生チャンネル Vol.13（2006年4月28日）
- 現役女子高生とっちゃいました！いろは（2006年10月27日）
- 現役女子高生 限界Vol.4 いろは（2007年2月22日）
- 100%美少女 Vol.20 いろは（2007年5月18日）
- 解放パイン いろは（2007年10月25日）

| スタブアイコン | サブスタブ | この項目は、まだ閲覧者の調べものの参照としては役立たない、アイドル（グラビアアイドル・ライブアイドル・ネットアイドル・レースクイーン・コスプレイヤーなどを含む）に関連した書きかけの項目です。この項目を加筆・訂正などしてくださる協力者を求めています（P:アイドル/PJ:芸能人）。 |